# Чемпионат Европы по плаванию в ластах 2017
26-й Чемпионат Европы по плаванию в ластах проводился в польском городе Вроцлав со 2 по 9 июля 2017 года.

## Распределение наград
| Место | Страна   | Золото | Серебро | Бронза | Всего |
| ----- | -------- | ------ | ------- | ------ | ----- |
| 1     | Россия   | 20     | 13      | 13     | 46    |
| 2     | Украина  | 5      | 11      | 10     | 26    |
| 3     | Венгрия  | 4      | 0       | 0      | 4     |
| 4     | Франция  | 3      | 0       | 1      | 4     |
| 5     | Италия   | 1      | 4       | 4      | 9     |
| 6     | Словакия | 1      | 1       | 0      | 2     |
| 7     | Германия | 1      | 0       | 5      | 6     |
| 8     | Греция   | 0      | 4       | 1      | 5     |
| 9     | Беларусь | 0      | 1       | 1      | 2     |
| 10    | Эстония  | 0      | 1       | 0      | 1     |
| 11    | Чехия    | 0      | 0       | 1      | 1     |
| 12    | Испания  | 0      | 0       | 1      | 1     |
| Всего | Всего    | 35     | 36      | 36     | 107   |

## Призёры

### Мужчины
| Дисциплина                  | Золото                                                                        | Золото   | Серебро                                                  | Серебро  | Бронза                      | Бронза   |
| --------------------------- | ----------------------------------------------------------------------------- | -------- | -------------------------------------------------------- | -------- | --------------------------- | -------- |
| 50 м (ныряние)              | Павел Кабанов · Россия                                                        | 13.97    | Лукас Карецопулос · Греция                               | 14.43    | Алексей Казанцев · Россия   | 14.47    |
| 50 м в ластах               | Павел Кабанов · Россия                                                        | 15.37    | Лукас Карецопулос · Греция                               | 15.50    | Макс Пошарт · Германия      | 15.54    |
| 100 м в ластах              | Макс Пошарт · Германия                                                        | 34.46    | Уильям Болдуин · Греция                                  | 34.75    | Дмитрий Журман · Россия     | 34.77    |
| 200 м в ластах              | Дмитрий Журман · Россия                                                       | 1:20.24  | Дмитрий Кокорев · Россия                                 | 1:21.09  | Макс Пошарт · Германия      | 1:22.13  |
| 400 м в ластах              | Адам Букор · Венгрия                                                          | 2:57.10  | Алексей Захаров · Украина · Александр Одиноков · Украина | 3:00.63  |                             |          |
| 800 м в ластах              | Адам Букор · Венгрия                                                          | 6:17.05  | Александр Одиноков · Украина                             | 6:21.65  | Алексей Захаров · Украина   | 6:23.75  |
| 1500 м в ластах             | Адам Букор · Венгрия                                                          | 12:09.74 | Александр Одиноков · Украина                             | 12:28.40 | Давид Де Челье · Италия     | 12:42.27 |
| 50 м в классических ластах  | Дмитрий Лапшин · Россия                                                       | 18.97    | Андрей Арбузов · Россия                                  | 18.99    | Дмитрий Гаврилов · Беларусь | 19.22    |
| 100 м в классических ластах | Андрей Арбузов · Россия                                                       | 41.65    | Данило Колодяжный · Украина                              | 41.92    | Дмитрий Серяков · Россия    | 42.31    |
| 200 м в классических ластах | Клемент Бек · Франция                                                         | 1:36.01  | Дмитрий Гаврилов · Беларусь                              | 1:36.18  | Дмитрий Курако · Россия     | 1:36.37  |
| 400 м в классических ластах | Клемент Бек · Франция                                                         | 3:30.05  | Владимир Сидоров · Россия                                | 3:30.92  | Дмитрий Курако · Россия     | 3:31.05  |
| 100 м с аквалангом          | Александр Нуар · Франция                                                      | 32.82    | Владимир Журавлёв · Россия                               | 32.93    | Алексей Казанцев · Россия   | 33.22    |
| 400 м с аквалангом          | Денис Грубник · Украина                                                       | 2:47.74  | Риккардо Кампана · Германия                              | 2:49.16  | Денис Аршанов · Россия      | 2:53.99  |
| эстафета 4×100 м            | Дмитрий Журман · Павел Кабанов · Алексей Казанцев · Вячеслав Носков · Россия  | 2:17.37  | Греция                                                   | 2:18.48  | Германия                    | 2:20.16  |
| эстафета 4×200 м            | Дмитрий Журман · Николай Резников · Вячеслав Попов · Дмитрий Кокорев · Россия | 5:27.83  | Италия                                                   | 5:30.67  | Украина                     | 5:32.10  |
| 6000 м                      | Давид Де Челье · Италия                                                       |          | Роман Смольский · Россия                                 |          | Дмитрий Лобченко · Россия   |          |

### Женщины
| Дисциплина                  | Золото                                                                                  | Золото   | Серебро                         | Серебро  | Бронза                                                   | Бронза   |
| --------------------------- | --------------------------------------------------------------------------------------- | -------- | ------------------------------- | -------- | -------------------------------------------------------- | -------- |
| 50 м (ныряние)              | Екатерина Делова · Украина                                                              | 16.54    | Лидия Стадник · Россия          | 16.67    | Александра Скурлатова · Россия                           | 16.69    |
| 50 м в ластах               | Анна Бер · Россия                                                                       | 17.53    | Екатерина Михайлушкина · Россия | 17.87    | Эрика Барбон · Италия                                    | 18.02    |
| 50 м в классических ластах  | Ирина Пикинер · Украина                                                                 | 21.56    | Валерия Бодня · Россия          | 21.98    | Анна Харина · Россия · Сильвия Барнс-Короминас · Испания | 22.02    |
| 100 м в ластах              | Валерия Барановская · Россия                                                            | 38.56    | Екатерина Михайлушкина · Россия | 39.02    | Эрика Барбон · Италия                                    | 39.70    |
| 200 м в ластах              | Валерия Барановская · Россия                                                            | 1:26.21  | Екатерина Михайлушкина · Россия | 1:26.39  | Анастасия Антоняк · Украина                              | 1:29.34  |
| 400 м в ластах              | Анастасия Антоняк · Украина                                                             | 3:16.14  | Елена Пошарт · Россия           | 3:16.93  | Василиса Кравчук · Россия                                | 3:17.08  |
| 800 м в ластах              | Евгения Олейникова · Украина                                                            | 6:52.45  | Елена Пошарт · Россия           | 6:52.54  | Юлия Чумак · Украина                                     | 6:59.37  |
| 1500 м в ластах             | Елена Пошарт · Россия                                                                   | 13:19.01 | Юлия Чумак · Украина            | 13:21.17 | Евгения Олейникова · Украина                             | 13:26.38 |
| 100 м в классических ластах | Петра Сенански · Венгрия                                                                | 45.88    | Ирина Пикинер · Украина         | 47.27    | Мария Патласова · Россия                                 | 47.46    |
| 200 м в классических ластах | Зузана Храскова · Словакия                                                              | 1:44.54  | Мария Патласова · Россия        | 1:44.93  | Ирина Пикинер · Украина                                  | 1:47.36  |
| 400 м в классических ластах | Мария Патласова · Россия                                                                | 3:46.10  | Зузана Храскова · Словакия      | 3:47.09  | Джоана Деборд · Франция                                  | 3:50.72  |
| 100 м с аквалангом          | Вера Илюшина · Россия                                                                   | 37.08    | Екатерина Делова · Украина      | 37.73    | Лидия Стадник · Россия                                   | 37.77    |
| 400 м с аквалангом          | Виктория Парцахашвили · Россия                                                          | 3:02.01  | Елена Смирнова · Эстония        | 3:06.93  | Евгения Олейникова · Украина                             | 3:09.84  |
| Эстафета 4 × 100 м          | Екатерина Михайлушкина · Александра Скурлатова · Василиса Кравчук · Анна Бер · Россия   | 2:35.59  | Италия                          | 2:40.20  | Украина                                                  | 2:40.53  |
| Эстафета 4 × 200 м          | Валерия Барановская · Екатерина Михайлушкина · Вера Илюшина · Василиса Кравчук · Россия | 5:56.02  | Украина                         | 6:08.37  | Германия                                                 | 6:14.04  |
| 6000 м                      | Евгения Козырева · Россия                                                               |          | Екатерина Соколовская · Украина |          | Яна Трофимец · Украина                                   |          |

### Смешанная эстафета
| Дисциплина                  | Золото                                                                              | Золото  | Серебро | Серебро | Бронза  | Бронза  |
| --------------------------- | ----------------------------------------------------------------------------------- | ------- | ------- | ------- | ------- | ------- |
| Смешанная эстафета 4×50 м   | Павел Кабанов · Екатерина Михайлушкина · Анна Бер · Алексей Казанцев · Россия       | 1.04:27 | Италия  | 1.05:79 | Украина | 1.06:83 |
| Смешанная эстафета 4×200 м  | Андрей Арбузов · Дмитрий Серяков · Анна Харина · Мария Патласова · Россия           | 2.59:62 | Украина | 2.59:82 | Чехия   | 3.03:63 |
| Смешанная эстафета 4 х 2 км | Роман Смольский · Евгения Козырева · Екатерина Налимова · Дмитрий Лобченко · Россия |         | Греция  |         | Италия  |         |